# Niżnia Szeroka Przełęcz
Niżnia Szeroka Przełęcz (słow. Sedlo pod Zámkami, niem. Zamkisattel, węg. Zamkinyereg) – obszerna przełęcz położona na wysokości ok. 1977 m n.p.m. w słowackich Tatrach Wysokich. Znajduje się w północno-zachodnim ramieniu Szerokiej Jaworzyńskiej, oddziela tenże szczyt od Spismichałowej Czuby. Rejon masywu Szerokiej Jaworzyńskiej jest rezerwatem ścisłym, więc na siodło Niżniej Szerokiej Przełęczy nie prowadzą żadne znakowane szlaki turystyczne.
Okolice Szerokiej Jaworzyńskiej były niegdyś popularnym terenem myśliwskim, więc bardzo prawdopodobne jest, że któryś z myśliwych dokonał na nią wejścia przed wejściami typowo turystycznymi. Najczęściej polowali tu koziarze z Jurgowa i Jaworzyny Tatrzańskiej.
Polska nazwa Niżniej Szerokiej Przełęczy pochodzi od sąsiadującej z nią na wschodzie Szerokiej Jaworzyńskiej, natomiast nazewnictwo słowackie, niemieckie i węgierskie od Spismichałowej Czuby – wzniesienia sąsiadującego na zachodzie.

## Historia
Pierwsze wejścia turystyczne:
- Johann Heinrich Blasius, Gustav Hartlaub, Alexander Keyserling i myśliwi, 20 września 1835 – letnie,
- Stefan Komornicki, Józef Lesiecki, A. Loria, Leon Loria, Józef Oppenheim, Mieczysław Świerz, Witold Świerz i towarzysze, 25 marca 1912 – zimowe.